# Xebec Corporation
Xebec Corporation, anteriormente Microcomputer Systems Corporation, fue una empresa estadounidense de hardware informático activa desde 1969 hasta 1990. La empresa era conocida principalmente por sus productos de almacenamiento de datos, especialmente sus circuitos integrados de controlador de disco duro. Un cliente importante de Xebec fue IBM, que utilizó ampliamente sus controladores de disco en el PC XT en 1983, su primer PC con un disco duro preinstalado.

## Historia

### Fundación (1969-1983)
Xebec echó raíces en dos empresas distintas con sede en Silicon Valley: Xebec Corporation, fundada en 1969 en Sunnyvale, California, y Microcomputer Systems Corporation (MSC), fundada en 1974 por James «Jim» Toreson en Santa Clara, California. : 3F Xebec era una empresa informática diversificada que fabricaba una variedad de hardware, incluidos sistemas OCR escritos a mano y controladores de disco, : 3F  mientras que MSC se dedicó a los controladores de disco de mainframe y minicomputadoras desde el principio. : 3F  En 1976, Microcomputer Systems se mudó a Sunnyvale desde Santa Clara, ocupando una instalación de 12 000 pies cuadrados en la ciudad; la empresa empleaba a 20 personas en ese momento. En julio de 1981, MSC adquirió Xebec, que había estado tambaleándose en el mercado y estaba al borde de la quiebra. : 3F  Xebec luego se convirtió en una división de MSC, fabricando las unidades de disco duro y las placas controladoras de disco de la compañía basadas en las patentes de MSC. : 3F   MSC prácticamente había descartado la tecnología de controlador de disco anterior de Xebec, y Toreson la denunció como «basura» en una entrevista de 1982: «Su empresa había invertido varios millones de dólares de capital de riesgo, y nosotros no teníamos ninguno en la nuestra, pero al final nos hicimos cargo de ellos con nuestra tecnología».
En 1982, Xebec (bajo los auspicios de MSC) presentó sus primeros discos duros de 5,25 pulgadas y controladores de disco para Apple II en un bullicioso stand en la West Coast Computer Faire de 1982. Estos productos orientados a microcomputadoras fueron un éxito en el mercado y llevaron a Xebec a trasladar su presencia de fabricación a Gardnerville, Nevada, en marzo de 1983. (El traslado a Gardnerville también fue impulsado en parte por preocupaciones de espionaje industrial, según Toreson.) En febrero de 1983, MSC presentó su solicitud para cotizar en bolsa y cambió su nombre legal a Xebec Corporation, adoptando el nombre de su filial más exitosa.: 3F  Después de la oferta pública inicial, Xebec absorbió su filial del mismo nombre en sus operaciones principales y consolidó su enfoque en tecnologías de unidades de disco. : 3F 

### Crecimiento y declive (1983-1990)
A mediados de 1983, Xebec contaba entre su base de clientes grandes empresas informáticas como Hewlett-Packard, Philips Data, Texas Instruments y Victor Technology. Ese mismo año, la empresa consiguió su mayor cliente hasta el momento en IBM, quien firmó un contrato con Xebec por valor de 200 millones de dólares para el controlador IC 1210 de Xebec para su uso en la próxima PC XT de IBM, su primer sistema de computadora personal con un disco duro preinstalado.: 111 Cuando Xebec registró ingresos de $57 millones en 1983, se sospechaba que al menos una cuarta parte de esa cifra se había obtenido del acuerdo con IBM. Tras el acuerdo, la empresa consiguió más clientes en ITT, Mitsubishi y Toshiba.
Si bien inicialmente fue una historia de éxito para la empresa, el acuerdo con IBM preocupó a los inversores de Xebec, quienes temían que la compra de controladores de otra empresa por parte de IBM o incluso el desarrollo de sus propios controladores internos perjudicara los ingresos de Xebec. De hecho, en 1984, IBM recurrió a otras empresas para su próxima generación de PC: la PC AT. Aunque IBM continuó obteniendo controladores de disco de Xebec para el IBM PC XT, que sigue siendo el más vendido, esto asestó un duro golpe a los resultados de Xebec y su situación financiera se vio afectada en los años siguientes.: 3F  En un intento de corregir el rumbo mediante la innovación, Xebec presentó a finales de 1984 el primer disco duro construido en los Estados Unidos con los circuitos integrados del controlador soldados a la placa de circuito del disco. Apodada la serie Owl, el desarrollo de estas unidades requirió que Xebec invirtiera decenas de millones de dólares en automatización y robótica en sus plantas en Nevada y Valle de Lehigh en el este de Pensilvania. Xebec era una de las pocas empresas en los Estados Unidos que obtenía sus circuitos integrados exclusivamente de empresas de los Estados Unidos; la mayoría de sus competidores en ese momento obtenían dichos circuitos integrados en el este de Asia.
En 1985, después de nuevas pérdidas, Xebec consolidó dos subsidiarias de bajo rendimiento (Information Memories Corporation y Dastek) y cerró su planta en Lehigh Valley. Xebec sufrió grandes pérdidas en 1987, después de que IBM anunciara tanto la descontinuación de la PC XT como la introducción de su serie de computadoras personales Personal System/2, con controladores de disco basados en el propio silicio de IBM. A pesar de las dificultades, Xebec continuó suministrando controladores, unidades de disco y sistemas de copia de seguridad en cinta durante los siguientes tres años. En uno de sus últimos negocios, a principios de 1988, Xebec vendió las patentes de sus tecnologías de unidad de cinta a Epelo de Carson City, Nevada. Xebec se disolvió en 1990.: 111 